# Juan Antonio Llorente
Juan Antonio Llorente González (ur. 30 marca 1756 w Rincón de Soto, zm. 7 lutego 1823 w Madrycie) – hiszpański duchowny, uczony i polityk oświecenia. Należał do profrancuskiej frakcji podczas wojny o niepodległość Hiszpanii. Z jego bogatej erudycyjnej twórczości wyróżnia się krytyczna historia Inkwizycji, opublikowana gdy przebywał na wygnaniu we Francji.

## Życiorys
Juan Antonio Llorente był komisarzem Świętego Oficjum w Logroño, sekretarzem inkwizycji w Madrycie, komisarzem świętej krucjaty, doktorem prawa kanonicznego i kapłanem wyświęconym w 1779 roku. Od wewnątrz próbował ukrócić represyjny charakter inkwizycji i jej niesprawiedliwych sądów. Rozpoczął projekt reformy Świętego Oficjum w trudnym czasie, ponieważ właśnie wtedy rząd wykorzystywał Inkwizycję do represji przeciwko osobom sprzyjającym Francuzom. Zasiadający na hiszpańskim tronie Józef Bonaparte wyróżnił go ustanowionym przez siebie Orderem Królewskim Hiszpanii. Był prześladowany za swoje liberalne poglądy i musiał wyemigrować do Francji, gdzie nadal pisał. W 1818 roku we Francji opublikował historię krytyczną hiszpańskiej inkwizycji (Historia crítica de la Inquisición española), którą napisał dzięki informacjom zebranym w Madrycie, kiedy był sekretarzem inkwizycji. Skorzystał z amnestii liberalnego rządu i wrócił do Hiszpanii, zmarł w Madrycie w 1823 roku.